# Biserica „Sfinții Arhangheli Mihail și Gavriil” din Ciucur-Mingir
Biserica „Sf. Arhangheli Mihail și Gavriil” este o biserică amplasată în Ciucur-Mingir, raionul Cimișlia, Republica Moldova. Este un monument istoric de importanță națională inclus în Registrul monumentelor Republicii Moldova ocrotite de stat cu nr. 204 (raionul Cimișlia). Datează din 1890.